# Consiglio per i diritti umani delle Nazioni Unite

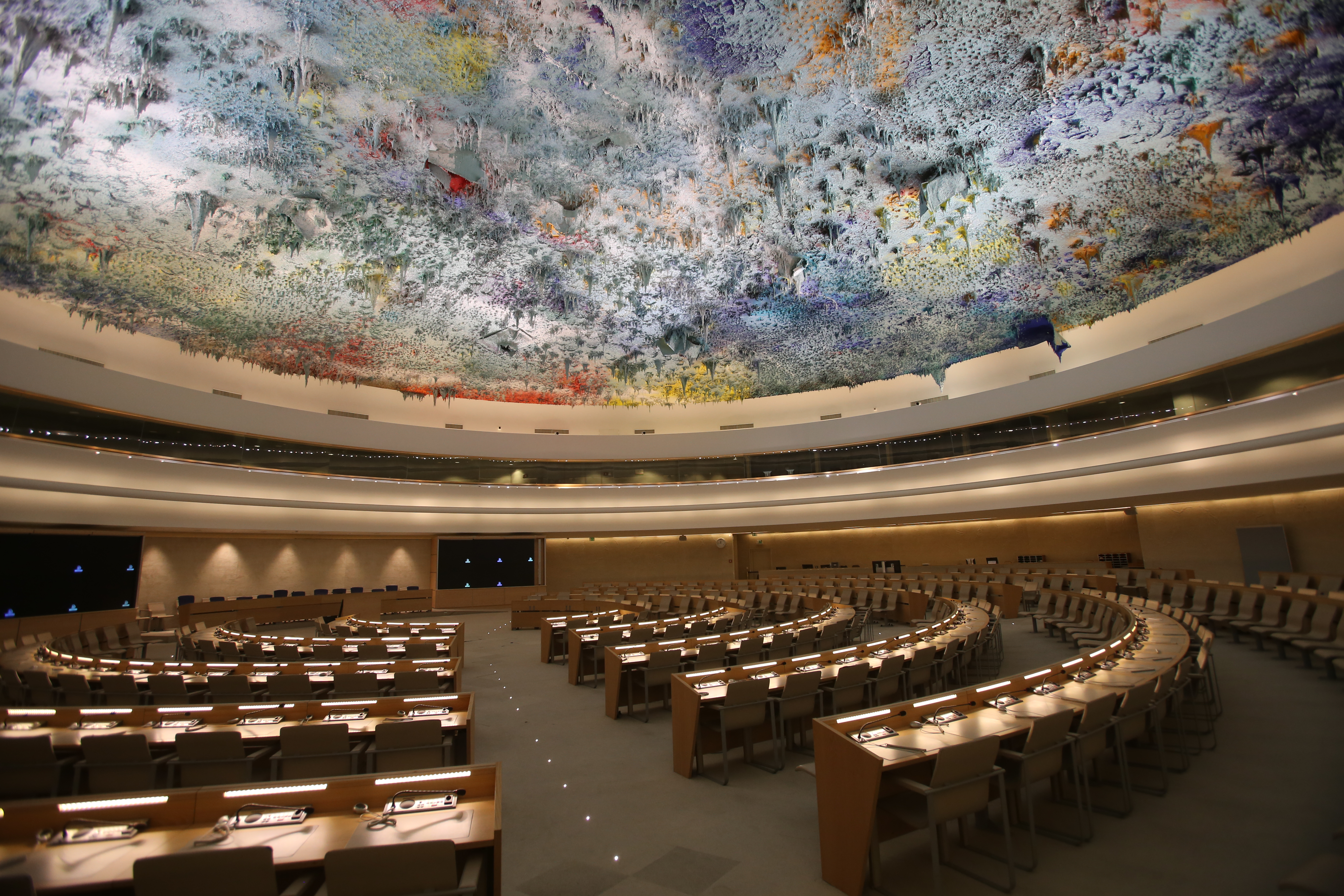
Consiglio per i diritti umani delle Nazioni Unite.

Il Consiglio per i diritti umani delle Nazioni Unite è un organismo delle Nazioni Unite (UNHRC, in inglese United Nations Human Rights Council), con sede a Ginevra; organo sussidiario dell'Assemblea generale, lavora a stretto contatto con l'Alto Commissariato delle Nazioni Unite per i Diritti Umani. Dal 15 marzo 2006 ha sostituito la Commissione per i Diritti Umani delle Nazioni Unite. Il Consiglio per i diritti umani costituisce uno dei tre organi per i diritti umani basati sulla Carta delle Nazioni Unite, assieme all'Esame Periodico Universale e alle Procedure Speciali.

## Storia
Il Consiglio è stato istituito il 15 marzo 2006 con la risoluzione 60/251 dell'Assemblea generale, approvata con 170 voti a favore, 4 contrari (Stati Uniti, Isole Marshall, Palau, Israele) e 3 astensioni (Bielorussia, Iran e Venezuela).
Il Consiglio sostituisce, come organo di simile competenza ma dal potere decisionale più forte, la Commissione per i Diritti Umani delle Nazioni Unite, istituita dal Consiglio economico e sociale nel 1946.
È composto da 47 Stati, eletti a scrutinio segreto dall'Assemblea generale a maggioranza dei suoi membri. Come in altri organismi dell'ONU, si applica il principio dell'equa ripartizione geografica; in questo caso, 13 Stati sono africani, 13 asiatici, 8 latino-americani, 6 est-europei, 7 europei occidentali e altri. I membri restano in carica tre anni e non sono rieleggibili. Al fine di assicurare un rinnovo periodico, nella prima composizione del Consiglio tredici Stati sono stati sorteggiati per essere sostituiti dopo un anno, e quattordici dopo due anni.
La Dichiarazione dei diritti dell'uomo evidenzia come la parità di condizioni debba essere assicurata a tutti, senza differenza alcuna, ma le vicende storiche testimoniano come tale condizione sia stata spesso negata e come anche adesso vi siano dei luoghi della Terra in cui parità e uguaglianza sono semplici utopie. La donna è stata ed è ancora oggetto di discriminazioni. Per tali ragioni risulta utile effettuare una breve ricognizione che illustri tale stato di cose.
L'unica linea guida nella scelta dei membri indicata dalla risoluzione istitutiva è che i "membri eletti al consiglio devono affermare i più alti livelli nella promozione e protezione dei diritti umani".

## Mandato
Il mandato del consiglio è quello di supervisionare il rispetto e le violazioni dei diritti umani in tutti gli Stati aderenti alle Nazioni Unite (anche quelli che hanno votato contro la creazione del Consiglio), e informare l'opinione pubblica mondiale dello stato dei diritti umani nel mondo.
Il consiglio può contare su 29 rappresentanti che si occupano di verificare la violazione di ciascuno dei diritti umani.
Il consiglio, qualora ravvisasse violazioni dei diritti umani in un paese, può aprire le cosiddette "procedure speciali": l'apertura di una "procedura speciale" può essere richiesta da uno Stato membro o su segnalazione di un'organizzazione per il rispetto dei diritti umani; il consiglio delibera a maggioranza se si debba aprire o meno la procedura.
Se viene aperta la procedura, un pool di esperti guidato da un rappresentante del consiglio si reca di persona nell'area interessata per verificare il rispetto dei diritti umani e le eventuali violazioni, per poi riferirne al Consiglio.
Il consiglio a maggioranza decide in base al rapporto fornito se si è verificata una violazione dei diritti umani, e può imporre con una risoluzione il ripristino dei diritti umani violati.
Va però precisato che la risoluzione non è vincolante, ed il consiglio non può imporre un embargo per la violazione dei diritti umani.
Attualmente gli stati contro i quali è stata aperta una "procedura speciale " sono 10: Birmania, Burundi, Cambogia, Congo, Corea del Nord, Haiti, Israele, Somalia, Sudan ed Uzbekistan.
Il 30 giugno 2006 il consiglio, per la prima volta dalla sua creazione, ha ravvisato la violazione dei diritti umani da parte dello Stato di Israele nell'occupazione dei territori palestinesi.
Il Consiglio dei diritti umani, alla conclusione del suo quinto periodo di sessioni, a Ginevra, ha deciso di interrompere l'incarico della denominata rappresentante personale dell'alta commissaria dei diritti umani per Cuba.

## Critiche ed accuse di scarsa credibilità
La presenza tra i membri di tale consiglio di numerosi stati non democratici al cui interno i diritti umani sarebbero violati ha attirato critiche.
All'11ª Assemblea generale delle Nazioni Unite, riunita d'emergenza il 6 aprile 2022, la Russia viene sospesa dal Consiglio per i diritti umani di Ginevra esprimendo "grave preoccupazione per la crisi umanitaria in Ucraina, in particolare per le notizie di violazioni e abusi del diritto internazionale umanitario da parte di Mosca". L'8 aprile le autorità russe hanno deciso di chiudere le sedi moscovite delle organizzazioni impegnate nel rispetto dei diritti umani, tra le quali Amnesty International e Human Rights Watch.

## Composizione
Con la risoluzione che sanciva la nascita dell'UNHRC venne anche decisa la ripartizione dei 47 seggi tra i continenti: 13 seggi all'Africa, 13 seggi all'Asia, 6 all'Europa dell'Est, 8 seggi all'America Latina e Centrale, 7 tra Europa occidentale, America del Nord e Oceania.
Gli Stati membri durano in carica tre anni e l'elenco aggiornato è disponibile sul sito ufficiale del Consiglio.